# ハートアッププロダクション
ハートアッププロダクション株式会社（HEART UP PRODUCTION）は、東京都港区に本社を置く日本の芸能事務所。バーニングプロダクション系列のプロダクションである。

## 概要
- 正式社名：ハートアッププロダクション株式会社
- 代表取締役：佐久間貴康
- 設立：2008年7月1日
- 資本金：1000万円
- 所在地：東京本社：東京都港区赤坂7丁目7番1号
- 取引銀行：三菱UFJ銀行
- 従業員数：12名
- 所属タレント数：7名（2009年現在）

## 主な所属タレント
女性タレント
- 井上うらら（いのうえうらら）

男性タレント
- 小次郎（こじろう）
- 近藤尊之（こんどうたかゆき）
- 新木祥浩（あらきよしひろ）

アーティスト部門
- 渡部やえ（わたなべやえ）
- 桜木SO（さくらぎそう）